# Melampsora confluens
Melampsora confluens är en svampart som först beskrevs av Christiaan Hendrik Persoon, och fick sitt nu gällande namn av H.S. Jacks. 1918. Melampsora confluens ingår i släktet Melampsora och familjen Melampsoraceae.   Inga underarter finns listade i Catalogue of Life.